# Tompa folyamkagyló
A tompa folyamkagyló (Unio crassus) a kagylók (Bivalvia) osztályának folyamikagylók (Unionoida) rendjébe, ezen belül a folyamikagyló-félék (Unionidae) családjába tartozó faj.

## Előfordulása
A tompa folyamkagyló korábban gyakori volt Európában, de a vízszennyeződés következtében erősen megfogyatkozott.

## Megjelenése
Ennek a folyamkagylófajnak a teknője elliptikus vagy tojás alakú, hosszúsága 5-9 centiméter, szélessége 3-4,5 centiméter. A teknő mindkét végén csaknem egyformán lekerekített. A búb alig emelkedik ki, gyakran erősen lepusztult felületű. A teknő héja vastag, feketés-barna vagy fekete. Belső felületét csillogó gyöngyházréteg borítja.

## Életmódja
A tompa folyamkagyló tiszta, többnyire keskeny, homokos medrű folyók, patakok lakója.

## Szaporodása
Ez a puhatestű, élősködő lárvák, úgynevezett glochidiák útján szaporodik. Ezek petékből fejlődnek a kagyló kopoltyúlemezei között, és a kivezető nyíláson keresztül lökődnek ki a vízbe. Ekkor már két teknőkezdeménnyel rendelkeznek, rajtuk egy-egy hosszú horog van. Ezek segítségével szilárdan a halak bőréhez, főleg azok kopoltyúihoz rögzülnek, és egy ideig a hal testszövetével táplálkoznak. Később leválnak, és önálló életre képes, apró kagylókká alakulnak.